# Valea Roșie, Călărași
Valea Roșie (în trecut, Luica-Mihai Vodă) este un sat în comuna Mitreni din județul Călărași, Muntenia, România.